# Laura y Virginia
Laura y Virginia es una telenovela venezolana realizada por Venevisión en el año de 1977 y protagonizada por Alejandra Pinedo, Mary Soliani y Eduardo Serrano.

## Trama
Laura y Virginia son hermanas, pero lo desconocen ya que fueron separadas cuando niñas. Laura creció junto a gente humilde en una casa de un pueblo costero, mientras que Virginia creció en la ciudad y fue criada por su padre, un maleante de origen italiano llamado Gino Ferrari, quien nunca se ocupó mucho de ella y actualmente radica en el extranjero, donde hace negocios turbios con una francesa llamada Michelle, enigmática y atractiva dama, quien siempre está acompañada por su corpulento y moreno asistente Bingo. Virginia trabaja como operaria en la fábrica de zapatos Corona, allí conoce a Fernando Luján Quiroga,  hijo del dueño de la fábrica; de inmediato Virginia queda prendada por él y siempre está al pendiente de todo lo que hace el joven, pero nunca se atreve a decirle nada pues ella es muy tímida y se considera poco agraciada físicamente, además Fernando está de novio con una bella muchacha llamada Mabel. La televisión realiza un reportaje en la fábrica, cuando de pronto Fernando suspende todo porque su padre fue muerto en el extranjero. El responsable de esta muerte es nada más que Gino Ferrari, padre de Virginia. Esta se ha enamorado de Fernando, pero él ni sabe que ella existe, ella se decide a establecer contacto con él a través del teléfono, lo llama y le dice cosas bonitas, a Fernando le agrada mucho la voz de esa misteriosa mujer y desea saber quien es, pero Virginia nunca se lo dice, y por eso en la fábrica se hace pasar por afónica para no ser descubierta. Entretanto, Laura ha dejado su pueblo y llegado a la ciudad, tiene anhelos de surgir en la vida, contando con su belleza y astucia para lograrlo, sin embargo debe conformarse a entrar a trabajar como operaria en la misma fábrica que Virginia, allí se conocen y se hacen amigas. Virginia ha seguido llamando a Fernando y este insiste en que quiere conocerla, ya Virginia no puede seguir dando largas al asunto y accede a encontrarse con él, pero debido a su inseguridad no se atreve ir y le pide a Laura que acuda a la cita haciéndose pasar por ella. Laura como sabe que el pretendiente es un millonario, acepta gustosa la propuesta de su amiga y se va a ver con Fernando, este queda encantado con la belleza de la muchacha y se enamora de ella. Pero al poco tiempo se da cuenta de que la personalidad de Laura es distinta a como él pensaba que sería la muchacha que lo llamaba, ella es cínica, interesada y desinhibida, y que a la vez que está con él, juega con los sentimientos de un noble muchacho llamado Junior. Fernando se las ha visto negras para sacar adelante la fábrica, ya que Gino Ferrari y Michelle no cesan de hacerle jugarretas para llevarlo a la ruina, especialmente la francesa, quien se siente muy atraída por el joven empresario. Fernando conoce a Virginia, y por su voz se da cuenta de que ella era la chica de las llamadas, se hacen novios y son felices aunque Laura siempre está presente con la malicia de sus intrigas. La investigación por el asesinato del padre de Fernando ha seguido su curso y se descubre que una mujer estuvo involucrada en el mismo, todo arroja que esta mujer es una hija de Gino Ferrari, la culpa apunta a Virginia, pero la real culpable es Laura, pero como se desconoce que ella también es hija de Gino, la muy ladina se calla y deja que Virginia vaya a la cárcel y se gane el repudio de Fernando. Al tiempo, Gino Ferrari muere y se determina la inocencia de Virginia y esta sale de prisión; Fernando tiene un accidente y queda inválido, por lo que Isabel, la madre de Fernando, busca a Virginia para que ayude a su hijo, Virginia aún enamorada vuelve con Fernando y ellos se casan. Por recomendaciones del médico, Fernando debe ir a un lugar más tranquilo que la ciudad, Isabel les dice que pueden irse a una hacienda perteneciente a la familia que está bien alejada de la ciudad. Pero en esa hacienda Virginia y su amado Fernando encuentran de todo menos la tranquilidad, ya que es un lugar muy extraño, con habitantes hoscos y una atmósfera de misterio circundando por cada rincón de la hacienda. El terror en las noches es ocasionado por un hombre siniestro y una loca harapienta, a esta mujer en el día la mantienen oculta en un sótano. Virginia vive presa del temor y la angustia, entretanto al país llega Gilma Ferrari, una hermana de Gino, quien tiene la misión de entregarle a su sobrina una millonaria herencia. Gilma se va hasta la hacienda en busca de su sobrina, hasta allá también va Laura, pero esta ya no puede seguir dando rienda suelta a su maldad, pues le han detectado un mal que en breve lapso acabará con su existencia, antes de morir Laura pide perdón a su hermana Virginia. Se van revelando los misterios, se descubre que la loca es Aleyda, la verdadera madre de Fernando. Superadas tan duras pruebas, al fin Virginia y Fernando pueden ser felices por siempre.

## Elenco
- Alejandra Pinedo- Virginia Ferrari
- Mary Soliani- Laura Ferrari
- Eduardo Serrano- Fernando Lujan Quiroga
- Luis Abreu- Junio
- Ivonne Attas- Michelle
- Eva Blanco- Aleyda
- Mario Brito- Bingo
- Olga Castillo- Isabel
- Gilberto Correa- Reportero
- Sandra Dalton- Mabel
- Chela D'Gar- Gilma Ferrari
- Margot Pareja- Coromoto
- José Torres- Gino Ferrari
- Martín Lantigua
- Umberto Buonocuore
- Manuel Poblete
- Augusto Romero
- Chumico Romero
- Raúl Xiqués
- Lourdes Medrano
- Gloria Montes

## Curiosidades
- Laura y Virginia se transmitió después de La Zulianita que fue un suceso, pero como Lupita Ferrer se había ido a Hollywood y José Bardina estaba agotado, Venevisión decidió lanzar una pareja nueva y ellos fueron Eduardo Serrano y Alejandra Pinedo, pero el experimento no les funcionó ya que Laura y Virginia perdió frente a la competencia de RCTV.
- Los libretos de Laura y Virginia estaban a cargo de Enrique Jarnés, en un principio se basaron en una novela llamada La fábrica, pero se le fueron añadiendo nuevos elementos para ganar más televidentes, pero el resultado seguía siendo adverso.
- Los ejecutivos de Venevisión llamaron de urgencia a Delia Fiallo para que asumiera las riendas de la novela, así la historia cambió de un día a otro, la novela se vuelve gótica y misteriosa, ambientada totalmente en una hacienda, lamentablemente ni la pluma e inventiva de Delia Fiallo pudieron salvar a Laura y Virginia.